# Zuidwolde (Drenthe)
Pour les articles homonymes, voir Zuidwolde.
Zuidwolde (en drents : Zuudwolde) est un village néerlandais et le chef-lieu de la commune de De Wolden, situé dans la province de Drenthe. Le 1er janvier 2020, sa population s'élève à 6 775 habitants.

## Histoire
Zuidwolde est une commune indépendante jusqu'au 1er janvier 1998, date à laquelle elle fusionne avec De Wijk, Ruinen et Ruinerwold pour former la nouvelle commune de De Wolden.